# Bolschije Beresniki
Bolschije Beresniki (russisch Больши́е Бере́зники; ersjanisch Покш Килейбуе веле) ist ein Dorf (selo) in der Republik Mordwinien in Russland mit 6393 Einwohnern (Stand 14. Oktober 2010).

## Geographie
Der Ort liegt etwa 50 km Luftlinie östlich der Republikhauptstadt Saransk. Durch den Ort fließt die Kscha (auch Große Kscha, Bolschaja Kscha), die zwei Kilometer südöstlich von links in die Sura mündet, die dort abschnittsweise die Grenze zur benachbarten Oblast Uljanowsk markiert.
Bolschije Beresniki ist Verwaltungszentrum des Rajons Bolscheberesnikowski sowie Sitz der Landgemeinde Bolscheberesnikowskoje selskoje posselenije, zu der außerdem die Dörfer Mariupol (3 km nordnordwestlich) und Nikolajewka (4,5 km südöstlich) sowie die Siedlung (possjolok) Prisurski (3 km südwestlich) gehören. Gut die Hälfte der Einwohner sind Angehörige der mordwinischen Subethnie der Ersja, die anderen vorwiegend Russen.

## Geschichte
Der Ort wurde in der ersten Hälfte des 17. Jahrhunderts gegründet, möglicherweise bereits 1624, spätestens aber 1648 als Wachtposten im Verlauf der Karsuner Verhaulinie, die im Bereich zwischen der Sura und ihrem rechten Nebenfluss Barysch verlief. Der Name („Groß-Beresniki“) ist von der russischen Bezeichnung berjosa für Birke abgeleitet. Bolschije Beresniki gehörte zunächst zum Ujesd Saransk, ab 1780 als Teil der Statthalterschaft Simbirsk (heute Uljanowsk) zu deren neu gebildeten Ujesd Karsun, ab 1796 im Bestand des Gouvernements Simbirsk. Das Dorf entwickelte sich zu einem lokalen Handwerks- und Handelszentrum und wurde Sitz einer Wolost.
Am 16. Juli 1928 kam Bolschije Beresniki zum neu gebildetes Tschamsinski rajon innerhalb des Mordwinischen Okrugs (Mordowski okrug) der Oblast Mittlere Wolga (Srednewolschskaja oblast), ab 1929 Region Mittlere Wolga (Srednewolschski krai). Nachdem aus dem Okrug am 10. Januar 1930 die Mordwinische Autonome Oblast und schließlich am 20. Dezember 1934 die Mordwinische ASSR hervorgegangen war, wurde der Ort am 26. Januar 1935 Verwaltungssitz eines neu ausgegliederten, nach ihm benannten Rajons. Von 1963 bis 1965 war der Rajon vorübergehend aufgelöst und sein Territorium wieder dem Tschamsinski rajon angeschlossen.

### Bevölkerungsentwicklung
| Jahr | Einwohner |
| ---- | --------- |
| 1897 | 3549      |
| 1939 | 4720      |
| 1959 | 4317      |
| 1970 | 5502      |
| 1979 | 5886      |
| 1989 | 6675      |
| 2002 | 6398      |
| 2010 | 6393      |

Anmerkung: Volkszählungsdaten

## Verkehr
Durch Bolschije Beresniki verläuft die Regionalstraße 89K-10, die von Saransk kommend weiter in das nordöstlich benachbarte Rajonzentrum Dubjonki führt. In nordwestlicher Richtung zweigt die 89N-14 ins knapp 30 km entfernte Tschamsinka ab. Durch Tschamsinka und Dubjonki verläuft die föderale Fernstraße R178 von Saransk nach Uljanowsk (und weiter als Regionalstraße nach Samara).
In Tschamsinka befindet sich auch die nächstgelegene Bahnstation an der Strecke Rusajewka – Saransk – Romodanowo (Krasny Usel) – Kanasch.
In südöstlicher Richtung überquert eine Lokalstraße ab Bolschije Beresniki die Sura und die Grenze zur Oblast Uljanowsk, wo weiter Anschluss in Richtung Insa und Karsun besteht.